# کریم‌آباد سرگریچ
کریم آباد سرگریچ، روستایی از توابع شهرستان فاریاب در استان کرمان ایران است.

## جمعیت
این روستا در دهستان مهروئیه قرار دارد و براساس سرشماری مرکز آمار ایران در سال ۱۳۸۵، جمعیت آن ۷۵ نفر (۱۶خانوار) بوده‌است.